# Copa da França de Voleibol Masculino de 2022–23
A Copa da França de Voleibol Masculino de 2022–23 foi a 39.ª edição desta competição organizada anualmente pela Federação Francesa de Voleibol (FFVB). O torneio ocorreu de 6 de dezembro de 2022 a 2 de abril de 2023 e contou com a presença de 27 clubes franceses.
Disputando a 15ª final de sua história, o Tours Volley-Ball conquistou a Copa da França pela 11ª vez ao vencer o Nice Volley-Ball na final por 3 sets a 0. O oposto brasileiro Aboubacar Neto foi eleito o melhor jogador da competição.

## Equipes participantes
As equipes participantes da competição foram:
- as 14 equipes da Ligue A de 2022–23;
- as 11 equipes da Ligue B de 2022–23 (exceto a equipe federal da France Avenir 2024);
- as 2 equipes de Elite finalistas da Taça Federal da França da temporada 2021–22.[1]

## Regulamento
A Copa da França de 2022–23 consistiu em três rodadas preliminares, oitavas de final, quartas de final, semifinais e final. Em todas as rodadas, a competição foi realizada no sistema eliminatório. Os encontros foram constituídos pela ordem do sorteio, a equipe da menor divisão foi definida como anfitriã da partida. Se dois clubes fossem da mesma divisão, o 1.º clube sorteado foi designado como clube "organizador". O sorteio das oitavas de final ocorreu no dia 18 de janeiro de 2023.
| Rodada           | Equipes                                                                              |
| ---------------- | ------------------------------------------------------------------------------------ |
| 1.ª rodada       | 2 equipes de Elite e 10 clubes da Ligue B (exceto o rebaixado da Ligue A de 2021–22) |
| 2.ª rodada       | 6 classificados da rodada anterior                                                   |
| 3.ª rodada       | 3 classificados da rodada anterior e o rebaixado da Ligue A de 2021–22               |
| Oitavas de final | 2 classificados da rodada anteior e as 14 equipes da Ligue A de 2022–23              |
| Quartas de final | 8 classificados da rodada anterior                                                   |
| Semifinais       | 4 classificados da rodada anterior                                                   |
| Final            | 2 classificados da rodada anterior                                                   |

## Resultados

### 1.ª rodada
| Data  | Hora  |                         | Placar |                         | Set 1 | Set 2 | Set 3 | Set 4 | Set 5 | Total   | Relatório |
| ----- | ----- | ----------------------- | ------ | ----------------------- | ----- | ----- | ----- | ----- | ----- | ------- | --------- |
| 6 dez | 19:00 | Avignon Volley-Ball     | 3–2    | Martigues Volley-Ball   | 35–33 | 26–28 | 15–25 | 25–20 | 15–13 | 116–119 | Relatório |
| 6 dez | 20:00 | VC Michelet Halluin     | 1–3    | GFC Ajaccio Volley-Ball | 14–25 | 25–16 | 14–25 | 17–25 |       | 70–91   | Relatório |
| 6 dez | 20:00 | AL Caudry Volley-Ball   | 3–0    | Saint-Quentin Volley    | 25–17 | 25–19 | 25–21 |       |       | 75–57   | Relatório |
| 6 dez | 20:00 | Mende Volley Lozère     | 3–2    | Fréjus Var Volley       | 27–25 | 23–25 | 25–23 | 21–25 | 15–10 | 111–108 | Relatório |
| 6 dez | 20:00 | Grand Nancy Volley-Ball | 0–3    | ASU Lyon Volley         | 21–25 | 20–25 | 11–25 |       |       | 52–75   | Relatório |
| 7 dez | 20:00 | Rennes EC               | 2–3    | AS Illac Volley         | 31–29 | 25–23 | 18–25 | 21–25 | 7–15  | 102–117 | Relatório |

### 2.ª rodada
| Data   | Hora  |                       | Placar |                         | Set 1 | Set 2 | Set 3 | Set 4 | Set 5 | Total   | Relatório |
| ------ | ----- | --------------------- | ------ | ----------------------- | ----- | ----- | ----- | ----- | ----- | ------- | --------- |
| 20 dez | 19:00 | Avignon Volley-Ball   | 2–3    | GFC Ajaccio Volley-Ball | 28–26 | 25–23 | 24–26 | 26–28 | 12–15 | 115–118 | Relatório |
| 20 dez | 20:00 | AL Caudry Volley-Ball | 0–3    | Mende Volley Lozère     | 24–26 | 17–25 | 22–25 |       |       | 63–76   | Relatório |
| 20 dez | 20:00 | AS Illac Volley       | 3–0    | ASU Lyon Volley         | 25–19 | 25–20 | 25–18 |       |       | 75–57   | Relatório |

### 3.ª rodada
| Data   | Hora  |                         | Placar |                     | Set 1 | Set 2 | Set 3 | Set 4 | Set 5 | Total | Relatório |
| ------ | ----- | ----------------------- | ------ | ------------------- | ----- | ----- | ----- | ----- | ----- | ----- | --------- |
| 14 jan | 20:00 | AS Cannes               | 3–0    | Mende Volley Lozère | 25–23 | 25–13 | 25–20 |       |       | 75–56 | Relatório |
| 14 jan | 20:00 | GFC Ajaccio Volley-Ball | 3–0    | AS Illac Volley     | 25–23 | 25–20 | 25–17 |       |       | 75–60 | Relatório |

### Oitavas de final
| Data   | Hora  |                              | Placar |                             | Set 1 | Set 2 | Set 3 | Set 4 | Set 5 | Total   | Relatório |
| ------ | ----- | ---------------------------- | ------ | --------------------------- | ----- | ----- | ----- | ----- | ----- | ------- | --------- |
| 31 jan | 20:00 | AS Cannes                    | 0–3    | Arago de Sète               | 23–25 | 23–25 | 23–25 |       |       | 69–75   | Relatório |
| 31 jan | 20:00 | Nice Volley-Ball             | 3–0    | Cambrai Volley              | 25–20 | 25–22 | 25–21 |       |       | 75–63   | Relatório |
| 31 jan | 20:00 | GFC Ajaccio Volley-Ball      | 3–2    | Paris Volley                | 25–21 | 31–29 | 24–26 | 15–25 | 15–11 | 110–112 | Relatório |
| 31 jan | 20:00 | Chaumont Volley-Ball 52      | 2–3    | Saint-Nazaire VBA           | 22–25 | 25–18 | 23–25 | 25–17 | 11–15 | 106–100 | Relatório |
| 31 jan | 20:00 | Tours Volley-Ball            | 3–2    | Tourcoing LM                | 25–17 | 25–17 | 20–25 | 26–28 | 15–13 | 111–100 | Relatório |
| 31 jan | 20:00 | Nantes Rezé MV               | 0–3    | Narbonne Volley             | 22–25 | 21–25 | 15–25 |       |       | 58–75   | Relatório |
| 31 jan | 20:00 | Spacer's Toulouse Volley     | 0–3    | Poitiers Volley             | 22–25 | 19–25 | 26–28 |       |       | 67–78   | Relatório |
| 1 fev  | 20:00 | Plessis Robinson Volley Ball | 1–3    | Montpellier HSC Volley-Ball | 19–25 | 25–22 | 20–25 | 25–27 |       | 89–99   | Relatório |

### Quartas de final
| Data   | Hora  |                             | Placar |                   | Set 1 | Set 2 | Set 3 | Set 4 | Set 5 | Total   | Relatório |
| ------ | ----- | --------------------------- | ------ | ----------------- | ----- | ----- | ----- | ----- | ----- | ------- | --------- |
| 21 fev | 20:00 | Saint-Nazaire VBA           | 0–3    | Narbonne Volley   | 22–25 | 25–27 | 24–26 |       |       | 71–78   | Relatório |
| 21 fev | 20:00 | GFC Ajaccio Volley-Ball     | 2–3    | Nice Volley-Ball  | 16–25 | 25–22 | 25–22 | 22–25 | 11–15 | 99–109  | Relatório |
| 21 fev | 20:00 | Montpellier HSC Volley-Ball | 0–3    | Tours Volley-Ball | 23–25 | 17–25 | 25–27 |       |       | 65–77   | Relatório |
| 21 fev | 20:00 | Arago de Sète               | 2–3    | Poitiers Volley   | 22–25 | 25–16 | 22–25 | 25–20 | 14–16 | 108–102 | Relatório |

### Semifinais
| Data   | Hora  |                   | Placar |                  | Set 1 | Set 2 | Set 3 | Set 4 | Set 5 | Total   | Relatório |
| ------ | ----- | ----------------- | ------ | ---------------- | ----- | ----- | ----- | ----- | ----- | ------- | --------- |
| 28 fev | 20:00 | Poitiers Volley   | 2–3    | Nice Volley-Ball | 25–22 | 21–25 | 19–25 | 25–17 | 13–15 | 103–104 | Relatório |
| 28 fev | 20:00 | Tours Volley-Ball | 3–0    | Narbonne Volley  | 25–19 | 26–24 | 25–22 |       |       | 76–65   | Relatório |

### Final
| Data  | Hora  |                  | Placar |                   | Set 1 | Set 2 | Set 3 | Set 4 | Set 5 | Total | Relatório |
| ----- | ----- | ---------------- | ------ | ----------------- | ----- | ----- | ----- | ----- | ----- | ----- | --------- |
| 2 abr | 15:30 | Nice Volley-Ball | 0–3    | Tours Volley-Ball | 21–25 | 21–25 | 18–25 |       |       | 60–75 | Relatório |

## Premiação
| Copa da França de 2022–23               |
| --------------------------------------- |
| Tours Volley-Ball Campeão (11.º título) |